# Chute Forest
Chute Forest – wieś w Anglii, w hrabstwie Wiltshire. Leży 27 km na północny wschód od miasta Salisbury i 103 km na zachód od Londynu.